# 荷魯斯之眼：王者爭霸
是一部2016年美國和澳大利亞合拍的埃及神話題材奇幻片，由亞歷士·普羅亞斯執導，麥特·薩札瑪與柏克·沙普利斯編劇，尼可拉·科斯特-瓦爾道、布蘭頓·思懷茲、傑瑞德·巴特勒、艾洛蒂·袁、查德維克·博斯曼和寇特妮·伊頓主演。
頂峰娛樂於澳大利亞的片廠拍攝，由獅門娛樂負責發行。本片中古埃及众神大多由白人饰演，引发种族爭議和批評，獅門影業和導演普羅亞斯都對此致歉。本片定於2016年2月26日在美國和臺灣上映（含2D和RealD 3D版本）。

## 劇情
故事背景設定於古埃及，敘述埃及神賽特接管埃及帝國的寶座，並對人民進行無情殘暴的統治；使得凡人貝克、朋友和神荷魯斯共同合作拯救埃及、摯愛，雙方即將展開一場天人之戰。

## 演員
- 布蘭頓·思懷茲 飾 貝克（Bek），莎雅的戀人，為了使莎雅死而復生，答應幫助荷魯斯重回王位[2]
- 寇特妮·伊頓 飾 莎雅（Zaya），貝克的戀人[2]
- 傑佛瑞·羅許 飾 拉（Ra）太陽神，歐西里斯及賽特的父親，荷魯斯的爺爺[2]
- 布萊恩·布朗 飾 歐西里斯（Osiris），拉的兒子，農業之神，賽特的兄弟，荷魯斯的父親，被賽特殺死[2]
- 傑瑞德·巴特勒 飾 賽特（Set），拉的兒子，沙漠之神，歐西里斯的弟弟，奈芙蒂斯之夫，因忌妒而殺死歐西里斯並奪下王位[2]
- 尼可拉·科斯特-瓦爾道 飾 荷魯斯（Horus），天空之神，歐西里斯的兒子，拉的孫子，哈索爾的戀人[2]
- 艾洛蒂·袁 飾 哈索爾（Hathor），愛神，荷魯斯的戀人[2]
- 查德維克·博斯曼 飾 托特（Thoth），智慧之神，幫助荷魯斯一行人解開史芬克斯所提出的謎題[2]
- 魯佛·西維爾（英语：Rufus Sewell） 飾 烏許（Urshu），替賽特效命的建築師，自稱全埃及最聰明的凡人[2]
- 瑞秋·布萊克（英语：Rachael Blake） 飾 伊西斯（Isis)，女神，歐西里斯之妻，荷魯斯之母，奈芙蒂斯之姐。
- 艾瑪·布斯（英语：Emma Booth (actress)） 飾 奈芙蒂斯（Nephthys），守護神，賽特之妻，伊西斯之妹。
- 亞歷山大·英格蘭 飾 尼维斯（Mnevis）
- 戈蘭·D·克萊烏特 飾 阿努比斯（Anubis），死神。
- 亞亞·鄧 飾 阿斯塔爾塔（Astarte）
- 艾比·麗 飾 阿娜狄（Anat）
- 肯尼斯·蘭塞姆 飾 史芬克斯（Sphinx）

## 發行
獅門娛樂將電影定於2016年2月5日在美國上映，並以2D和RealD 3D格式發行。獅門影業原定於2016年2月12日為上映日，後又延遲至2016年4月8日；直到2015年11月12日，才確定為2016年2月26日上映。《基督科學箴言報》的莫莉·德里斯科爾認為，雖然本片的上映日基本上是穩定的，但仍與提前上映的《傲慢與偏見與殭屍》和《惡棍英雄：死侍》競爭。

### 評價
《荷魯斯之眼：王者爭霸》主要獲得了負面的評價。爛番茄基於160條專業評論，評級僅16%，平均得分3.5／10。Metacritic得分24（滿分100），評價普遍不佳。

### 票房
在美國和加拿大，首週末票房總計為1410萬美元位居當週第二，排於《惡棍英雄：死侍》（3150萬美元）之後。

## 外部連結
- 官方网站
- 互联网电影数据库（IMDb）上《荷魯斯之眼：王者爭霸》的资料（英文）
- Box Office Mojo上《荷魯斯之眼：王者爭霸》的資料（英文）
- 爛番茄上《荷魯斯之眼：王者爭霸》的資料（英文）
- Metacritic上《荷魯斯之眼：王者爭霸》的資料（英文）
- 開眼電影網上《荷魯斯之眼：王者爭霸》的資料（繁體中文）